# Ingeborg Beugel

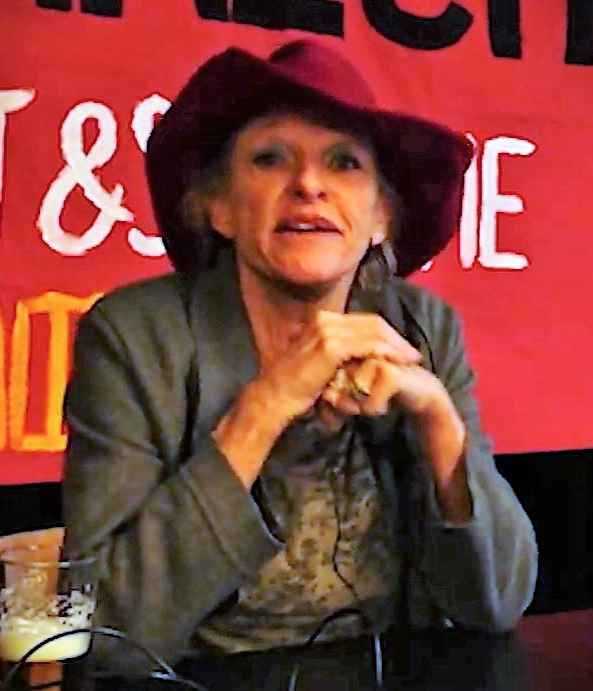
Ingeborg Beugel, 2021

Ingeborg Beugel (* 3. Juni 1960 in Den Haag) ist eine niederländische Journalistin, Filmemacherin und Fernsehprogrammentwicklerin.

## Leben
Ingeborg Beugel wuchs in Brüssel auf und besuchte dort die Europaschule in Uccle. Sie studierte anschließend in Amsterdam. Von Athen aus war sie Auslandskorrespondentin auf dem Balkan. Ferner arbeitete sie als Reporterin für Nachrichtenmagazine und anschließend als Chefredakteurin bei der niederländischen Film- und Fernsehproduktionsfirma IKON.
1992 führte Ingeborg Beugel die Interviews für die NOS Fernsehdokumentation Rebétika, de Griekse Blues dt. Rebétika, der Griechen Blues von Rolan Hurioglu in Zusammenarbeit mit den Musikern der Gruppe Ano Kato. 
Sie war die einzige Journalistin, die es bewerkstelligte, mit Laetitia Delhez, Missbrauchsopfer des Marc Dutroux, in Kontakt zu treten, über die sie 2001 eine Reportage drehte.
Beachtung fand ihre Dokumentarserie aus 2004 Familietrots dt. Familienehre, über eine dem Amsterdamer Prekariat angehörende Familie. Preisgekrönt ist ihr Film Dear Europe, der von aus Guinea kommenden Flüchtlingen, die versteckt im Fahrwerksgehäuse eines Flugzeuges erfroren, handelt. Außerdem stammt aus ihrer Hand die sechsteilige Fernsehserie Gelof, seks en (wan)hop  (dt. Glaube, Sex und Verzweiflung/Hoffnung). Für diese Auseinandersetzung mit Integrationsproblemen junger Migranten wurde sie 2007 für den niederländischen Medienpreis De Tegel nominiert. 
Ingeborg Beugel unterzog sich 2006 einer Schönheitsoperation in Thailand. Sie hat zwei Kinder. Ihr jüngstes Projekt führt sie nach Ruanda mit dem Ziel, über Leben und Schicksal von Kindern und Jugendlichen zu berichten, die bei Vergewaltigungen gezeugt wurden.